# Robert Monclar
Robert Monclar, né le 13 août 1930 à Servian (Hérault) et mort le 4 décembre 2012 à Montagnac (Hérault), est un basketteur français. Sous les couleurs du Racing Club de France, il est double champion de France en 1953 et 1954.
Il compte 142 sélections en équipe de France et remporte à trois reprises avec la sélection la médaille de bronze aux championnats d'Europe en Championnat d'Europe 1951, Championnat d'Europe 1953 et Championnat d'Europe 1959.

## Biographie
Il effectue la majeure partie de sa carrière au Racing Club de France dans les années 1950, club qu'il a rejoint en 1951 alors que celui-ci vient d'acquérir son premier titre de champion de France. Il remporte le titre de champion de France à deux reprises, en 1953 face à Fougères, puis en 1954 face à l'ASVEL, club qui le prive de son troisième titre lors de la finale 1956. Le club perdant sa domination du basket-ball français, perdant également sa domination du basket parisien au profit du PUC, il rejoint en 1959 le club du SA Lyon avec lequel il remporte une Coupe de France en 1961.
Avec l'équipe de France, il participe à la première édition des championnats du monde, en 1950, à Buenos Aires. L'année suivante, l'équipe de France remporte une médaille de bronze au championnat d'Europe disputé à Paris, en battant la Bulgarie lors du match pour la troisième place.
Il dispute ensuite les jeux olympiques de 1952 à Helsinki, terminant à la huitième place. L'année suivante, lors du championnat d'Europe de Moscou, la France retrouve le podium, en obtenant le bronze.
En 1954, il dispute son deuxième mondial, au Brésil, où la France obtient la quatrième place. Après un championnat d'Europe 1955 disputé à Budapest et terminé à la neuvième place, la France retrouve des couleurs en terminant à la quatrième place des jeux olympiques de 1956 à Melbourne, après deux défaites face à l'URSS en demi et l'Uruguay en finale pour la troisième place, deux adversaires que les Français avaient battus lors du premier tour.
Après une décevante huitième place lors du championnat d'Europe 1957, il remporte sa troisième médaille de bronze lors du championnat d'Europe de 1959 disputé à Istanbul. Il termine sa carrière en équipe de France après les jeux olympiques de 1960. Il compte alors 142 sélections pour 1 059 points marqués avec un record de 27 points inscrits en un match.
C'est l'un des plus grands joueurs d'Europe d'après-guerre avec l'équipe de France. À ce titre, il est élu en 2006 membre de l'Académie du Basket français. Il meurt le 4 décembre 2012 à l'âge de 82 ans.
Son fils, Jacques Monclar, a aussi été international de basket-ball. Il a côtoyé en sélection les frères Grégor et Éric Beugnot, fils de Jean-Paul Beugnot, qui jouait en équipe nationale avec Robert Monclar.

## Clubs
- ASPPT Privas
- SO Carcassonne
- 1948-1951 :  RCM Toulouse
- 1952-1959 :  Racing Club de France (Nationale 1)
- 1959-1960 :  SA Lyon (Nationale 1)
- 1961-1962 :  AS Tarare Basket (Nationale 1)

## Palmarès

### Sélections nationales
- Médaille de bronze du Championnat d'Europe 1951
- Médaille de bronze du Championnat d'Europe 1953
- Médaille de bronze du Championnat d'Europe 1959

### Club
- Champion de France 1953, 1954
- Finaliste du Championnat de France 1956, 1960
- Vainqueur de la Coupe de France 1961

### Distinction personnelle
- Meilleur marqueur du championnat de France 1959